# Drosophila neoasiri
Drosophila neoasiri är en tvåvingeart som beskrevs av María Luna Figuero och Violeta Rafael 2013. Drosophila neoasiri ingår i artgruppen Drosophila asiri tillsammans med Drosophila asiri, Drosophila yanaurcus och Drosophila yuragyacum.